# 愛知県道470号岩屋観音線
愛知県道470号岩屋観音線（あいちけんどう470ごう いわやかんのんせん）は、知多郡南知多町大字山海を通る愛知県の一般県道である。

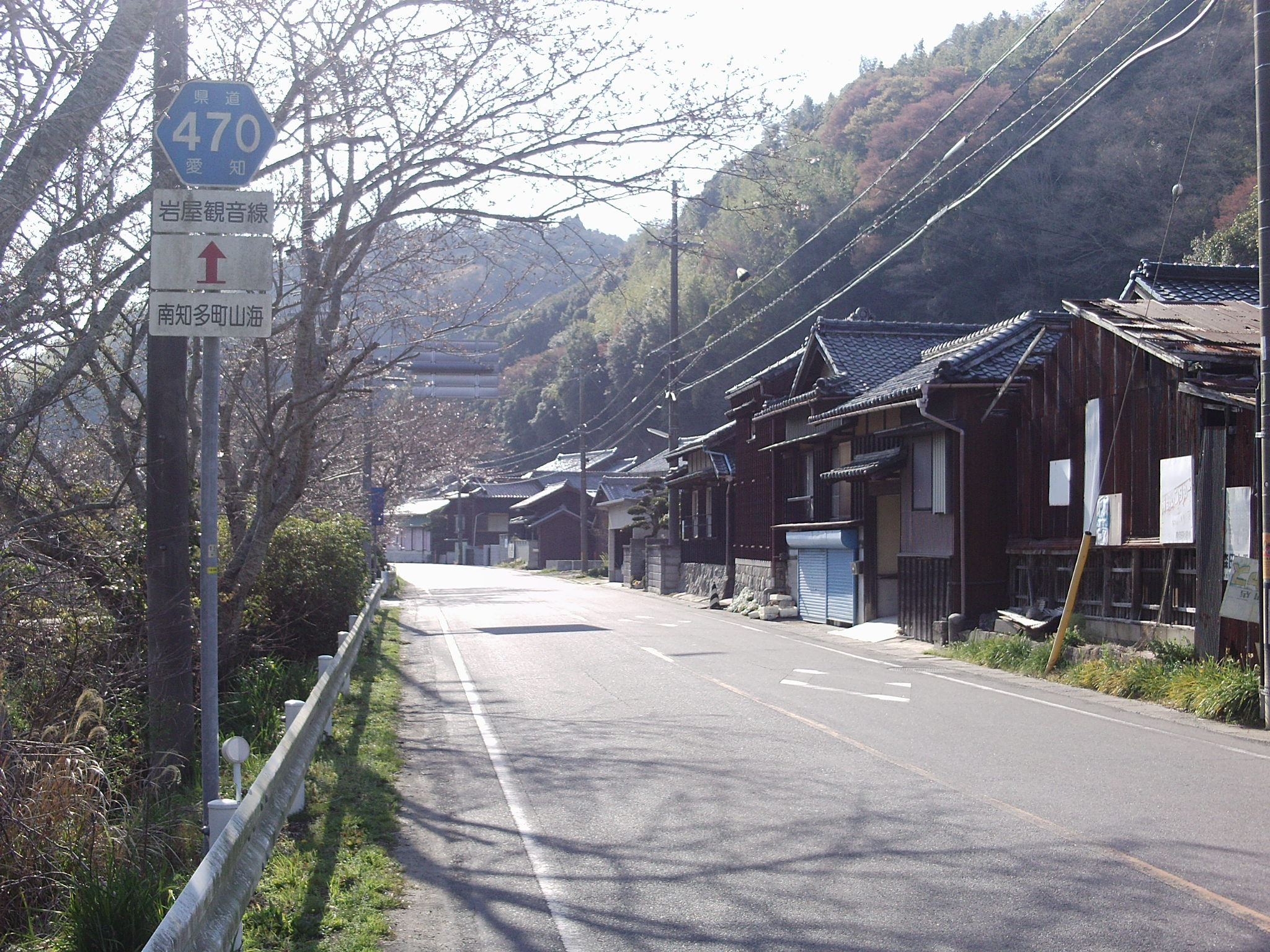
起点側（岩屋観音付近）

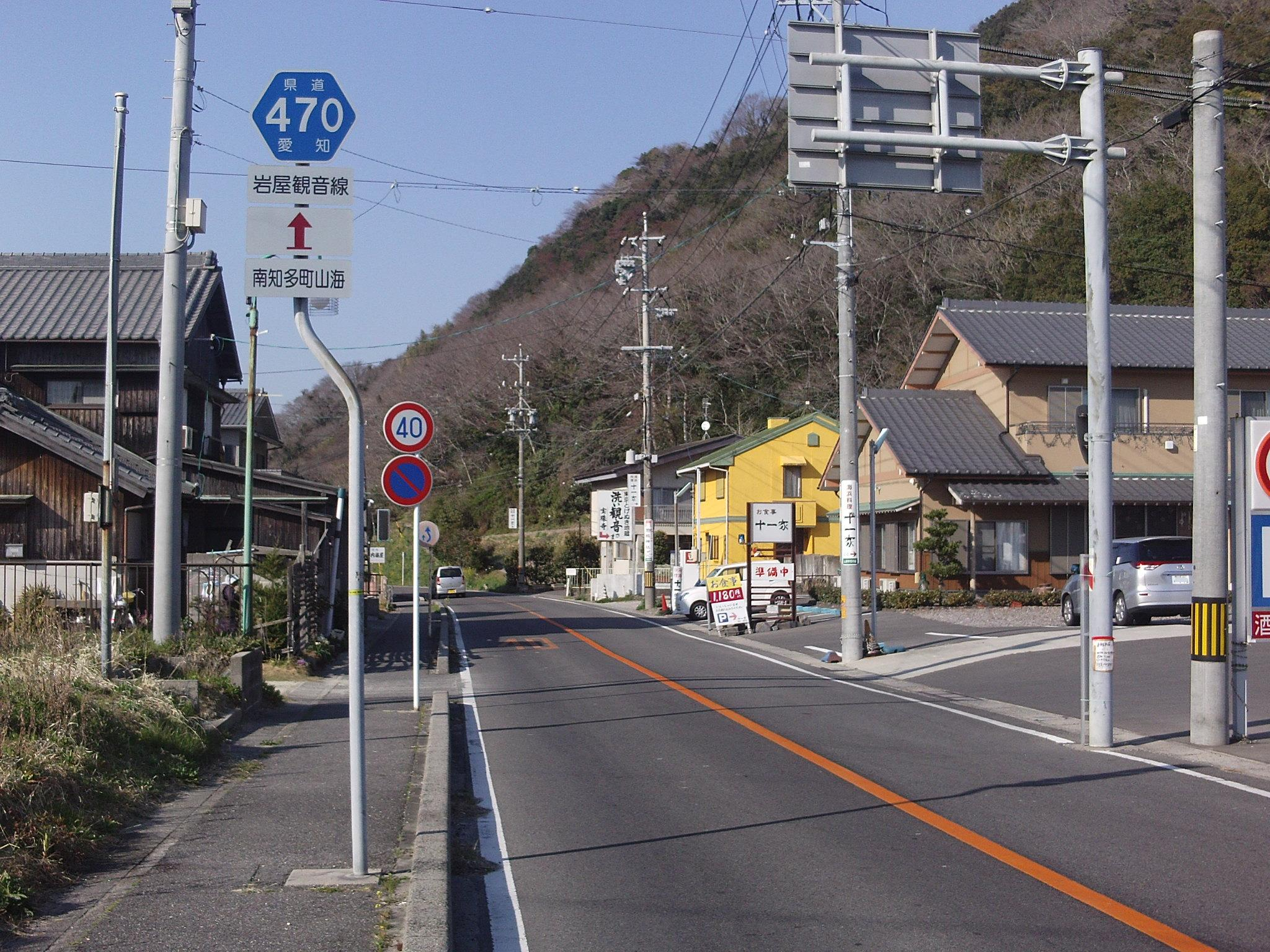
終点側（国道247号・常滑街道付近）

## 概要

### 路線データ
- 起点：愛知県知多郡南知多町大字山海（国道247号「山海」交差点）
- 終点：愛知県知多郡南知多町大字山海（愛知県道276号奥田内福寺南知多線との交点）

## 沿革
- 1966年8月1日：認定

## 交差している道路
- 国道247号（常滑街道）（知多郡南知多町、山海交差点）
- 愛知県道276号奥田内福寺南知多線（知多郡南知多町）